# Constant Eeckels
Constant Eeckels (Antwerpen, 5 september 1879 – Elsene, 19 september 1955) was een Vlaamse auteur, voornamelijk van poëzie en toneel.

## Biografie
Na enkel de lagere school afgemaakt te hebben, werd hij leerjongen in een drukkerij en daarna fabrieksklerk. Als een gedrevene werkte hij zich op en werd hij uiteindelijk directeur bij het Ministerie van Landbouw.
Constant Eeckels was van 1905 tot 1930 redacteur bij "Vlaamsche Arbeid" en Vlaanderen (literair maandblad) en schreef ook onder het pseudoniem "Koelie". 
Een aantal van zijn toneelwerken werden bekroond.